# Torneo de Sídney 2018
El Sydney International 2018 fue un evento de tenis de la ATP World Tour 250 en categoría masculina y WTA Premier en categoría femenina, que se disputó desde el 7 hasta el 13 de enero de 2018 en Sídney (Australia) en las pistas de superficie dura del NSW Tennis Centre, sirviendo de antesala al primer Grand Slam del año: el Abierto de Australia.

## Distribución de puntos
| Modalidad            | Campeón | Finalista | Semifinales | Cuartos de final | 2ª ronda | 1ª ronda | Clasificados | 2ª ronda de clasificación | 1ª ronda de clasificación |
| Individual masculino | 250     | 165       | 100         | 50               | 25       | 0        | 13           | 7                         | 0                         |
| Dobles masculino     | 250     | 150       | 90          | 45               | 20       | 0        | -            | -                         | -                         |

| Modalidad           | Campeona | Finalista | Semifinales | Cuartos de final | 2.ª ronda | 1.ª ronda | Clasificadas | 3.ª ronda de clasificación | 2.ª ronda de clasificación | 1.ª ronda de clasificación |
| Individual femenino | 470      | 305       | 185         | 100              | 55        | 1         | 25           | 18                         | 13                         | 1                          |
| Dobles femenino     | 470      | 305       | 185         | 100              | -         | 1         | -            | -                          | -                          | -                          |

## Cabezas de serie

### Individuales masculino
| Tenista               | Ranking | Preclasificado |
| Albert Ramos          | 23      | 1              |
| Gilles Müller         | 25      | 2              |
| Diego Schwartzman     | 26      | 3              |
| Fabio Fognini         | 27      | 4              |
| Adrian Mannarino      | 28      | 5              |
| Philipp Kohlschreiber | 29      | 6              |
| Damir Džumhur         | 30      | 7              |
| Mischa Zverev         | 33      | 8              |

- Escalafón del 1 de enero de 2018.[3]

### Dobles masculino
| Tenista                              | Ranking | Preclasificado |
| Łukasz Kubot Marcelo Melo            | 3       | 1              |
| Jean-Julien Rojer Horia Tecău        | 15      | 2              |
| Feliciano López Marc López           | 44      | 3              |
| Rohan Bopanna Édouard Roger-Vasselin | 44      | 4              |

### Individuales femenino
| Tenista              | Ranking | Preclasificada |
| Garbiñe Muguruza     | 2       | 1              |
| Venus Williams       | 5       | 2              |
| Jeļena Ostapenko     | 7       | 3              |
| Johanna Konta        | 9       | 4              |
| Kristina Mladenovic  | 11      | 5              |
| Sloane Stephens      | 13      | 6              |
| Julia Goerges        | 14      | 7              |
| Anastasija Sevastova | 16      | 8              |

- Escalafón del 1 de enero de 2018.[4]

### Dobles femenino
| Tenista                         | Ranking | Preclasificada |
| Yung-Jan Chan Andrea Hlaváčková | 6       | 1              |
| Lucie Šafářová Barbora Strýcová | 21      | 2              |
| Gabriela Dabrowski Xu Yifan     | 34      | 3              |
| Kiki Bertens Johanna Larsson    | 39      | 4              |

## Campeones

### Individual masculino
Daniil Medvédev venció a  Álex de Miñaur por 1-6, 6-4, 7-5

### Individual femenino
Angelique Kerber venció a  Ashleigh Barty por 6-4, 6-4

### Dobles masculino
Łukasz Kubot /  Marcelo Melo vencieron a  Jan-Lennard Struff /  Viktor Troicki por 6-3, 6-4

### Dobles femenino
Gabriela Dabrowski /  Xu Yifan vencieron a  Yung-Jan Chan /  Andrea Hlaváčková por 6-3, 6-1